# Aggsbach
Aggsbach est une commune de 688 habitants du district de Krems en Basse-Autriche. Elle est située dans la Wachau sur la rive nord du Danube. Elle est composée des hameaux de Aggsbach, Groisbach, Köfering et Willendorf. C´est dans ce village que la Vénus de Willendorf, une statuette vieille de 25 000 ans a été trouvée. L´original est exposé au musée d'histoire naturelle de Vienne, la découverte de la figurine est présentée dans le musée local, le Venusium.